# Sołek (wzgórze)
Sołek – wzgórze w Częstochowie o wysokości 254 m n.p.m. położone na lewym brzegu Warty, w okolicy Wyczerp Dolnych. Pod względem fizycznogeograficznym należy do Wyżyny Wieluńskiej. W przeważającej części zalesione, choć na południowo-zachodnim zboczu występują murawy kserotermiczne.
Wraz z położoną na drugim brzegu rzeki górą Skałki stanowi tzw. Bramę Warty, która jest pierwszą bramą Mirowskiego Przełomu Warty. Pod zachodnim zboczem wzgórza zaczynają się podmokłe łąki Wyczerp. 
Wzgórze bywa wykorzystywane w celach sportowych, w 2002 roku odbyły się tam zawody w kolarstwie przełajowym.